# 懷特霍爾 (紐約州)
懷特霍爾（英語：Whitehall）是一個位於美國紐約州華盛頓縣的鎮。

## 人口
根據2020年美國人口普查的數據，懷特霍爾的面積為152.35平方千米，當中陸地面積為148.04平方千米，而水域面積為4.31平方千米。當地共有人口4023人，而人口密度為每平方千米26人。